# 田上尚樹
田上 尚樹（たのうえ なおき、1987年8月27日 - ）は日本の俳優である。千葉県出身。元太田プロダクション所属。

## 来歴・人物
セントラル子供劇団に所属し子役、中高生役として活動。のちに太田プロダクションに移籍。2010年8月から俳優集団NAKED BOYZのメンバーとなる。2011年12月に事務所離籍に伴い脱退、芸能活動引退と発表された。
趣味はカラオケ、音楽鑑賞。ORANGE RANGE、ケツメイシのファン。特技はフットサル。書道4段の資格を持っている。

## おもな出演

### テレビドラマ
- 天国まで響けボクのシンバル! 病院内学級物語（1998年12月、TBS）
- 女と愛とミステリー 冷たい灼熱〜白昼主婦殺人事件（2001年8月、テレビ東京）
- WATER BOYS2（2004年7月 - 9月、フジテレビ） 川上 役
- 野ブタ。をプロデュース（2005年10月 - 12月、日本テレビ） 明石博之 役[4]
- たったひとつの恋 第1話（2006年10月、日本テレビ）
- セクシーボイスアンドロボ 第5話（2007年5月、日本テレビ）

### 映画
- ウルトラマンコスモス2 THE BLUE PLANET（2002年） ブルーエリアの少年 役
- 青春☆金属バット（2006年） 山口 役
- 僕の初恋をキミに捧ぐ（2009年）

### 舞台
- BADMAN（2011年7月、新宿FACE）

### CM
- 明治乳業 「カフェオレ ポケットモンスター」
- 明星食品 「一平ちゃん」

### PV
- スケボーキング「YOU ARE GOD」（2001年、ワーナーミュージック・ジャパン）